# Робертсон, Джон Маккиннон
Джон Маккиннон Робертсон (англ. John Mackinnon Robertson; 14 ноября 1856, Бродик, Арран, Шотландия — 5 января 1933, Лондон) — английский историк раннего христианства, журналист, либеральный политик, сторонник рационализма и секуляризма, депутат парламента с 1906 по 1918 год. Член Тайного совета Великобритании.
Робертсон был наиболее известен как сторонник теории мифа о Христе.
Принадлежал к мифологической школе, отрицавшей историчность Иисуса Христа. В книгах «Христианство и мифология» (1900), «Языческие христиане» (1903) и других отстаивал позиции мифологической школы. В своих исследованиях пришёл к выводу о том, что источник евангельского мифа о Христе ‒ дохристианский древнееврейский культ Иисуса (Иошуа); следы этого культа он находил в Ветхом (Иисус Навин) и в Новом заветах.
По мнению Учёного евангелия — собрание мифов, которые возникали вследствие неверного понимания явлений природы. Основной методологический порок взглядов Робертсона — отсутствие конкретного исторического анализа причин возникновения христианства.

## Избранные публикации
- History of Freethought in the Nineteenth Century, (1899)
- Christianity and Mythology (1900)
- Short History of Christianity (1902)
- Pagan Christs (1903)
- Letters on Reasoning (1905, 2nd edition)
- History of Freethought, Ancient and Modern to the Period of the French Revolution (2 vols, 1915)
- The Historical Jesus (1916)
- The Jesus Problem (1917)
- Short History of Morals (1920)
- Jesus and Judas (1927)